# الحركة الوطنية الألمانية في ليختنشتاين
الحركة الوطنية الألمانية في ليختنشتاين ((بالألمانية: Volksdeutsche Bewegung in Liechtenstein)‏ VDBL) كان الحزب النازي في ليختنشتاين موجودا بين عامي 1938 و1945.

## التكوين والأيديولوجية
تكونت الحركة الوطنية الألمانية في ليختنشتاين بعد ضم النمسا في عام 1938، ودعت لدمج ليختنشتاين في الرايخ الألماني الكبير.
نشرت المنظمة أيديولوجيتها من خلال جريدة «دير أمبروخ».
كان شعار ليختنشتاين دن ليختنشتاين! (ليختنشتاين ليختنشتاين!). وهذا يعني وجود شعوبية راديكالية من شأنها أن تهدد ولاء شعب ليختنشتاين للأمير فرانز جوزيف الثاني الحاكم.

## محاولة انقلاب وزوال الحزب
في مارس 1939، قام الحزب بمحاولة انقلاب، أول محاولة لإثارة تدخل ألماني عن طريق حرق الصليب المعقوف، تليها إعلان آنشلوس مع ألمانيا. تم القبض على القادة تقريبًا على الفور وفشل الغزو الألماني المأمول.
عجز الحزب عن المشاركة في انتخابات 1939 (بعد اتفاق بين الأحزاب الرئيسية لإبقاء تاريخ الانتخابات سراً)، إلى جانب الانخفاض الحاد في تعاطف النازيين في أعقاب اندلاع الحرب العالمية الثانية أدى إلى زوال مؤقت للحزب. ومع ذلك، في يونيو 1940 تم إعادة تشكيله تحت قيادة الدكتور الفونس جوب. خلال عامي 1941 و1942، شارك الحزب في إثارة معاداة السامية بشدة، وحث على حل «المسألة اليهودية» المزعومة في البلاد، متهماً العائلات اليهودية في ليختنشتاين بالتجسس لصالح الحلفاء. بحلول أوائل عام 1943، أصبح الحزب محرجًا لألمانيا: فقد أدى تجنيده لصالح فافن إس إس إلى حياد ليختنشتاين، مما أثار قلق السويسريين. في مارس 1943، أجبرت وزارة الشؤون الخارجية الألمانية الحزب على إجراء محادثات مع الاتحاد الوطني (VU)، في فريدريشهافين تحت رعاية فافن إس إس، من أجل الوصول إلى مزيج من الطرفين، اللذين شاركا في معاداة البلشفية وبرنامج مكافحة رجال الدين. في عام 1946، تمت مقاضاة قادة الأحزاب بسبب محاولة الانقلاب التي وقعت عام 1939. تم الحكم على Goop عام 1947 بتهمة الخيانة العظمى، بالسجن لمدة ثلاثين شهرًا.